# Villa Santo Stefano
Villa Santo Stefano è un comune italiano di 1 582 abitanti della provincia di Frosinone nel Lazio.

## Geografia fisica

### Territorio
Il territorio di Villa Santo Stefano è in prevalenza collinare: si estende dalla cima di Monte Siserno (791 m s.l.m.) fino alle rive del fiume Amaseno (49 m s.l.m.).

## Storia
Il mito fondativo di Villa Santo Stefano racconta che il re volsco Metabo, padre della principessa guerriera Camilla, era solito cacciare in questo territorio, ed a memoria di questo è stata eretta un edificio ancora esistente, la Torre di re Metabo, situata all'ingresso del centro storico del paese.Le gesta del re volsco sono raccontate nell'Eneide di Virgilio, che inoltre cita il fiume Amaseno, collocando geograficamente la mitica vicenda all'interno del territorio santostefanese:
Dietro, fuggendo, a l’Amasèno arriva. / 
Per pioggia questo fiume era cresciuto, / 
E rapido spumando, infino al sommo / 
Se ne gía de le ripe ondoso e gonfio.»
(Eneide, Virgilio)
Secondo la verità storica, i primi insediamenti erano localizzati sulle rive del fiume Amaseno, e sono risalenti all'epoca romana. Sulla montagna alle spalle del paese sono stati riscontrati resti di epoca tardo-romana, appartenenti ad insediamenti rurali.
In seguito alle invasioni barbariche ed alle imprese saraceniche, la popolazione sparsa nelle campagne risalì le più sicure pendici del monte Siserno, dando vita a Castrum Sancti Stephanii. All'inizio del XIII secolo il territorio santostefanese è in mano alla famiglia De Ceccano, che fece erigere la fortificazione, il palazzo del Marchese e la torre dedicata a Metabo, per accogliere la popolazione al suo interno. Nel 1224, Giovanni I de Ceccano cede al figlio primogenito Landolfo II il castello di Santo Stefano insieme ad Arnara, Patrica e Pisterzo.
Il feudo verrà venduto nel 1425, ai signori Antonio, Prospero ed Odoardo Colonna. I Colonna saranno i baroni di Santo Stefano fino al 1816, anno in cui i detti signori rinunceranno a tutti i loro feudi a causa della soppressione dei feudi avvenuta con Napoleone, il territorio di Villa Santo Stefano passò allo Stato Pontificio. Con la formazione del Regno d'Italia, Santo Stefano è entrato a far parte della Sotto Prefettura di Frosinone e del Mandamento di Ceccano. Nel 1872 Santo Stefano cambiò denominazione in Villa Santo Stefano a causa delle numerose omonimie con altri comuni.
Con gli altri paesi del frusinate, anche Villa Santo Stefano ha vissuto il fenomeno del brigantaggio, conseguenza diretta della presenza napoleonica nel basso Lazio tra la fine del XVIII e l'inizio del XIX secolo.  Villa Santo Stefano ha avuto sempre un’economia povera, basata sull’agricoltura e sulla pastorizia, ed ha conosciuto la diaspora dell’emigrazione verso Stati Uniti, Canada ed Argentina alla fine dell'Ottocento.
Il 28 marzo 1932 Villa S. Stefano subì il franamento del suolo nel centro storico e il crollo di diverse abitazioni nel Rione Gorizia. Nuove case vennero costruite fuori dal centro storico in una zona più alta, vicino alla chiesa di S. Sebastiano.
Nelle ultimissime fasi della seconda guerra mondiale, gli abitanti del comune di Ceccano subirono diversi episodi riferibili alle marocchinate, stupri di massa compiuti dalle truppe algerine all'interno del contingente alleato francese. In totale furono stuprate nel comune 4 donne.

### Simboli
Lo stemma raffigura, in campo d'oro, l'immagine di santo Stefano protomartire, vestito con cotta sacerdotale, tenente nella mano destra la palma del martirio.
Il gonfalone è un drappo di rosso.

## Monumenti e luoghi d'interesse

### Architetture religiose
- Collegiata di Maria Assunta in Cielo: (sec. XVIII) sita nel centro storico fu costruita sui resti di una chiesa medievale, anticamente chiamata Collegiata di S. Stefano. Presenta tre navate, ha uno stile barocco romano e negli anni è stata più volte restaurata. Nel periodo di Natale un presepe viene esposto al suo interno.
- Chiesa di San Sebastiano: sita all’ingresso del paese, lungo la strada che conduce a Giuliano di Roma, fu realizzata nel XVII secolo e restaurata più volte. Presenta un’unica navata e al suo interno custodisce la statua lignea di San Rocco.
- Santuario della Madonna dello Spirito Santo: sito a circa 1 km a sud-ovest del paese, fu costruito nel XVIII secolo. È in stile barocco, presenta un’unica navata e al suo interno custodisce un dipinto dal nome Madonna dello Spirito Santo. Sul posto era presente in passato un rudere di antica Cappelletta chiamato “Cuona dello spirito santo”. Si narra che in quel luogo l’11 aprile 1721 Pietrangelo Filippi, nato cieco miracolosamente riacquistò la vista e che durante i pellegrinaggi sul luogo sulla facciata della Cappelletta apparvero la Madonna e Gesù bambino. Venne eretto il santuario e questo ricevette la benedizione del vescovo Francesco Borgia il 14 maggio 1733. Dopo il crollo del tetto il santuario subì dei rifacimenti e venne riaperto nel 1873 e poi fu restaurato di nuovo nel 1972.
- La Chiesa di San Giovanni in Silvamatrice: sita in campagna, nella contrada di S. Giovanni fu la prima chiesa realizzata nel territorio di Villa S. Stefano. Conserva al suo interno tracce di affreschi medievali, ma è abbandonata.

### Architetture civili
- Palazzo del Marchese (sec. XVIII)
- Torre dell’Ospedale Vecchio
- Acquasantiera con epigrafe dedicatoria (sec. XVI)
- Palazzo Card. Iorio ex frantoio Colonna (sec. XVIII)
- Torre medievale di Re Metabo e Galleria comunale Pomponio Palombo
- Piazza del Mercato e lapide a ricordo del terremoto del 1654
- Belvedere delle Ceneri (sec. XX)

### Macchione
È una contrada che si trova sulla montagna alle pendici di Campo Lupino, a sud est di Punta la Lenza dove si stanziò una comunità originaria di Vallecorsa sul finire del 1800. Presenta tre frazioni: Pietracupa ad ovest, il Macchione al centro e Acquarone ad est. Per decenni rimase isolata ed era raggiungibile solo da una strada detta “Fanti della Fraona”.

## Società

### Evoluzione demografica
Abitanti censiti

### Tradizione e folclore
Festa di San Rocco: La Panarda
La festa patronale chiamata Panarda, dedicata al santo protettore San Rocco, risale circa all'anno 1601. Secondo l'usanza, la festa ha inizio la sera del 15 agosto: la statua lignea del santo viene portata in processione e traslata dalla chiesa di San Sebastiano alla chiesa di Santa Maria Assunta in Cielo, situata all'interno del centro storico. In piazza Umberto I, dopo la processione, i maestri di mensa aiutati da circa trenta inservienti (i "panardari") accendono quaranta caldaie di rame in cui nella notte vengono cotti sette quintali di ceci. A mezzogiorno del 16 agosto, i ceci accompagnati dalle pagnottelle vengono benedetti per poi essere distribuiti alla popolazione. La caratteristica principale della tradizione sta nella modalità di distribuzione dei ceci: gli inservienti, vestiti in costume tradizionale verde ed amaranto a simboleggiare i colori del gonfalone comunale, a turno si presentano sul sagrato della chiesa di Santa Maria Assunta in Cielo con una brocca di coccio, ricevono dai maestri di mensa i ceci, il pane e l’indirizzo del destinatario della porzione di zuppa, si dirigono di corsa a piedi verso l’abitazione indicata.

## Cultura

### Istruzione
Villa S. Stefano ha una scuola dell’infanzia, una scuola primaria e una scuola secondaria di I grado, che appartengono all’Istituto Comprensivo di Amaseno.

#### Biblioteche
- Biblioteca Comunale di Villa Santo Stefano

### Musica
- Banda musicale di Villa Santo Stefano

## Economia
Di seguito la tabella storica elaborata dall'Istat a tema Unità locali, intesa come numero di imprese attive, ed addetti, intesi come numero di addetti delle imprese locali attive (valori medi annui).
|                     | 2015                  |                              |                            |                |                       |                     | 2014                  |                | 2013                  |                |
| ------------------- | --------------------- | ---------------------------- | -------------------------- | -------------- | --------------------- | ------------------- | --------------------- | -------------- | --------------------- | -------------- |
|                     | Numero imprese attive | % Provinciale Imprese attive | % Regionale Imprese attive | Numero addetti | % Provinciale Addetti | % Regionale Addetti | Numero imprese attive | Numero addetti | Numero imprese attive | Numero addetti |
| Villa Santo Stefano | 61                    | 0,18%                        | 0,01%                      | 128            | 0,12%                 | 0,01%               | 66                    | 123            | 64                    | 131            |
| Frosinone           | 33.605                |                              | 7,38%                      | 106.578        |                       | 6,92%               | 34.015                | 107.546        | 35.081                | 111.529        |
| Lazio               | 455.591               |                              |                            | 1.539.359      |                       |                     | 457.686               | 1.510.459      | 464.094               | 1.525.471      |

Nel 2015 le 61 imprese operanti nel territorio comunale, che rappresentavano lo 0,18% del totale provinciale (33.605 imprese attive), hanno occupato 128 addetti, lo 0,12% del dato provinciale; in media, ogni impresa nel 2015 ha occupato due addetti (2,10).

## Amministrazione
Nel 1927, a seguito del riordino delle circoscrizioni provinciali stabilito dal regio decreto n. 1 del 2 gennaio 1927, per volontà del governo fascista, quando venne istituita la provincia di Frosinone, Villa Santo Stefano passò dalla provincia di Roma a quella di Frosinone.

### Altre informazioni amministrative
- Fa parte della Comunità montana Monti Lepini, Ausoni e Valliva